# سنجاب ایراوادی
سنجاب ایراوادی (نام علمی: Callosciurus pygerythrus) نام یک گونه از سرده زیباسنجاب‌ها است.